# Towarzystwo Artystów Polskich „Sztuka“

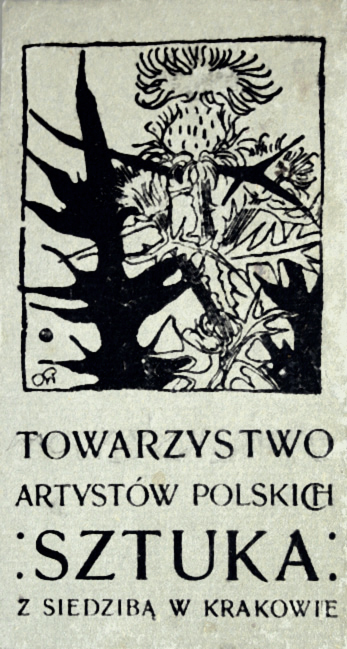
Sztuka, logo

Die Towarzystwo Artystów Polskich „Sztuka“ (Verband polnischer Künstler „Sztuka“) war eine Künstlervereinigung in Krakau, die von 1897 bis 1950 bestand. Ihr gehörten bedeutende zeitgenössische Künstler an, die eng mit der Krakauer Akademie der Schönen Künste verbunden waren. Die Gesellschaft veranstaltete mehr als 100 Ausstellungen.

## Geschichte
Im Frühsommer 1897 wurde in den Krakauer Tuchhallen eine Ausstellung von Gemälden und Skulpturen abgehalten, die den Anstoß für die Gründung des Verbandes am 27. Mai 1897 – nach Vorbild der deutschen Secessionsgesellschaften – gab. Bereits seit einiger Zeit waren polnische Künstler mit der konservativen Ausstellungspolitik der 1854 gegründeten Krakauer Gesellschaft der Freunde der Schönen Künste sowie der 1860 entstandenen Warschauer Towarzystwo Zachęty Sztuk Pięknych unzufrieden. Die Gründung folgte auch der Entstehung vergleichbarer Ausstellungsorganisationen in Europa wie der Pariser Société nationale des beaux-arts, dem Künstlerhaus Wien und den Münchner und Berliner Künstlervereinen, bei denen die Künstler selbst über auszustellende Werke entschieden.
Das Ziel der von Malern dominierten Gesellschaft war die Anhebung des Niveaus der modernen polnischen Kunst. Zur Durchsetzung sollten Kunstausstellungen im In- und Ausland, eine weltweite Vertretung der verschiedenen polnischen Kunstformen und eine fachkundige Auswahl von überdurchschnittlichen Kunstwerken erfolgen. Innerhalb weniger Jahre wurde der Verband die wichtigste Organisation zur Bewertung polnischer Kunst. Er wurde sowohl von der österreichischen Regierung wie der lokalen polnischen Verwaltung anerkannt und unterstützt.
Der Verband organisierte 101 Ausstellungen in Polen und im Ausland. In Krakau wurde jährlich im April oder Mai ausgestellt, im Ausland wurden Werke vorwiegend in den USA und Großbritannien gezeigt. Die erste Auslandsausstellung erfolgte jedoch 1902 in Wien – auf Einladung der Wiener Secession. Die letzte Ausstellung der Gesellschaft fand im Jahr 1950 in Warschau statt. Zu den Gründungsmitgliedern gehörten bedeutende polnische Künstler und Hochschullehrer des 19. Jahrhunderts. Jan Stanisławski war der erste Vorsitzende. Nach ihm übernahm Józef Chełmoński dieses Amt.

## Verbandsmitglieder (Auswahl)

### Gründungsmitglieder
- Teodor Axentowicz
- Józef Chełmoński
- Julian Fałat
- Jacek Malczewski
- Józef Mehoffer
- Antoni Piotrowski
- Jan Stanisławski
- Włodzimierz Tetmajer
- Leon Wyczółkowski
- Stanisław Wyspiański

### Weitere Mitglieder
- Stanisław Borysowski
- Olga Boznańska
- Wlastimil Hofman
- Władysław Jarocki
- Stanisław Kamocki
- Stanisław Lentz
- Fryderyk Pautsch
- Ignacy Pieńkowski
- Ferdynand Ruszczyc
- Kazimierz Stabrowski